# Weißeritzkreis
Weißeritzkreis is een voormalig Landkreis in de Duitse deelstaat Saksen. Het had een oppervlakte van 765,71 km² en een inwoneraantal van 120.645 (31 december 2007).

## Geschiedenis
Bij de herindeling van Saksen in 2008 is het samen met de voormalige Landkreis Sächsische Schweiz opgegaan in de nieuwe Landkreis Sächsische Schweiz-Osterzgebirge.

## Steden
De volgende steden lagen in de Landkreis (stand 31-07-2007):
| Steden                                                                                                | Gemeenten |
| --- | --- |
| 1. Altenberg 2. Dippoldiswalde 3. Freital 4. Geising 5. Glashütte 6. Rabenau 7. Tharandt 8. Wilsdruff | 1. Bannewitz 2. Dorfhain 3. Hartmannsdorf-Reichenau 4. Hermsdorf/Erzgebirge 5. Höckendorf 6. Kreischa 7. Pretzschendorf 8. Reinhardtsgrimma 9. Schmiedeberg |

Verwaltungsgemeinschaften
Daarnaast kende de Landkreis 3 zogenaamde Verwaltungsgemeinschaften. Deze zijn vergelijkbaar met de Nederlandse kaderwetgebieden, echter zij verschillen in welke taken zij uitvoeren. De Verwaltungsgemeinschaften zijn:
- Verwaltungsgemeinschaft Altenberg met als deelnemende gemeenten: Altenberg en Hermsdorf/Erzgeb.
- Verwaltungsgemeinschaft Pretzschendorf met als deelnemende gemeenten: Hartmannsdorf-Reichenau en Pretzschendorf
- Verwaltungsgemeinschaft Tharandt met als deelnemende gemeenten: Dorfhain en Tharandt